# Бабенко Олексій Федорович
Олексі́й Фе́дорович Бабе́нко (25 березня 1923, Миргород — 6 грудня 1996, Москва) — радянський льотчик-випробувач, заступник командира ескадрильї, полковник (1964), заслужений військовий льотчик СРСР. Герой Радянського Союзу (29.08.1955).

## Біографія
Народився 25 березня 1923 року в Миргороді в родині робітника. Українець. У 1940 році закінчив дев'ять класів школи в місті Миргороді Полтавської області. У травні 1941 року закінчив Полтавський аероклуб.
У червні 1941 року вступив до Чугуївського військового льотного училища, яке закінчив у травні 1945 року в евакуації в місті Чимкенті (нині місто Шимкент, Казахстан). Під час німецько-радянської війни готував льотчиків для Червоної армії.
У повоєнні роки служив льотчиком у запасному та навчально-тренувальних авіаполках (Московський військовий округ). У 1947—1948 роках — льотчик 176-го гвардійського винищувального авіаційного полку (Московський військовий округ; селище Теплий Стан, нині у межах Москви).
З жовтня 1948 року — льотчик-інструктор та командир ланки 26-ї окремої навчально-тренувальної авіаційної ескадрильї (Московський військовий округ; місто Серпухов Московської області), що займалася переучуванням льотчиків на гелікоптери. У серпні 1951 — травні 1952 року — заступник командира авіаескадрильї 550-го окремого авіаційного полку гелікоптерів (Московський військовий округ; місто Серпухов Московської області).
З травня 1952 року — заступник командира авіаескадрильї в 5-му навчально-тренувальному центрі ВПС (селище Теплий Стан, нині в межах Москви), в якому здійснювалося переучування льотчиків на гелікоптери. Одним із перших опанував техніку пілотування радянських вертольотів.
Член КПРС з 1953 року.
Олексій Бабенко першим на вертольоті Мі-4 досяг Північного полюса в 1954 році. Завершивши переліт завдовжки понад 5000 кілометрів, з 15 квітня 1954 року до 20 квітня 1955 року забезпечував дрейф полярної станції «Північний полюс-3» в районах Крайньої Півночі. 
Указом Президії Верховної Ради СРСР від 29 серпня 1955 року за мужність і героїзм, проявлені під час виконання відповідального завдання майору Олексію Федоровичу Бабенку присвоєно звання Героя Радянського союзу з врученням ордена Леніна і медалі «Золота Зірка» (№ 10792).
У 1955—1959 роках — заступник командира та командир авіаескадрильї окремого коригувально-розвідувального авіаполку (у Групі радянських військ у Німеччині). У 1959—1960 роках — старший льотчик-інструктор з техніки пілотування та теорії польоту відділу бойової підготовки 24-ї повітряної армії (у Групі радянських військ у Німеччині; штаб — у місті Вюнсдорф).
Потім служив в Управлінні бойової підготовки ВПС: старшим льотчиком-інспектором з гелікоптерів (1960—1970), старшим льотчиком-інспектором бойової підготовки військової авіації (1970—1973), старшим льотчиком-інспектором (1973—1974) та заступником начальника (1974—1978) із бойової підготовки армійської авіації.
З серпня 1978 року полковник Бабенко — в запасі. Працював інженером-конструктором в ОКБ імені Сухого. Жив у Москві. Помер 6 грудня 1996 року.

## Нагороди
- Медаль «Золота Зірка» Героя Радянського Союзу (медаль № 10792) (29.08.1955)
- Орден Леніна (29.08.1955)
- Орден Жовтневої Революції (1977)
- Два ордени Червоної Зірки (30.12.1956; 4.05.1972)
- Медаль «За бойові заслуги» (19.11.1951)
- Медалі
- Заслужений військовий льотчик СРСР (14.08. 1975)

## Пам'ять
- Похований на Троєкурівському цвинтарі в Москві (дільниця 3).
- Матеріали, що розповідають про діяльність льотчика, зібрано в музеї Миргородського ліцею №1 імені Панаса Мирного, де він навчався.